# Anelaphus erici
Anelaphus erici es una especie de escarabajo longicornio del género Anelaphus, categorizada en la tribu Elaphidiini, de la subfamilia Cerambycinae. Fue descrita por Santos-Silva en 2021.

## Descripción
Mide 8,8-9 mm de longitud.

## Distribución
Se distribuye por Costa Rica, México y Nicaragua.